# Thrakischer Reiter

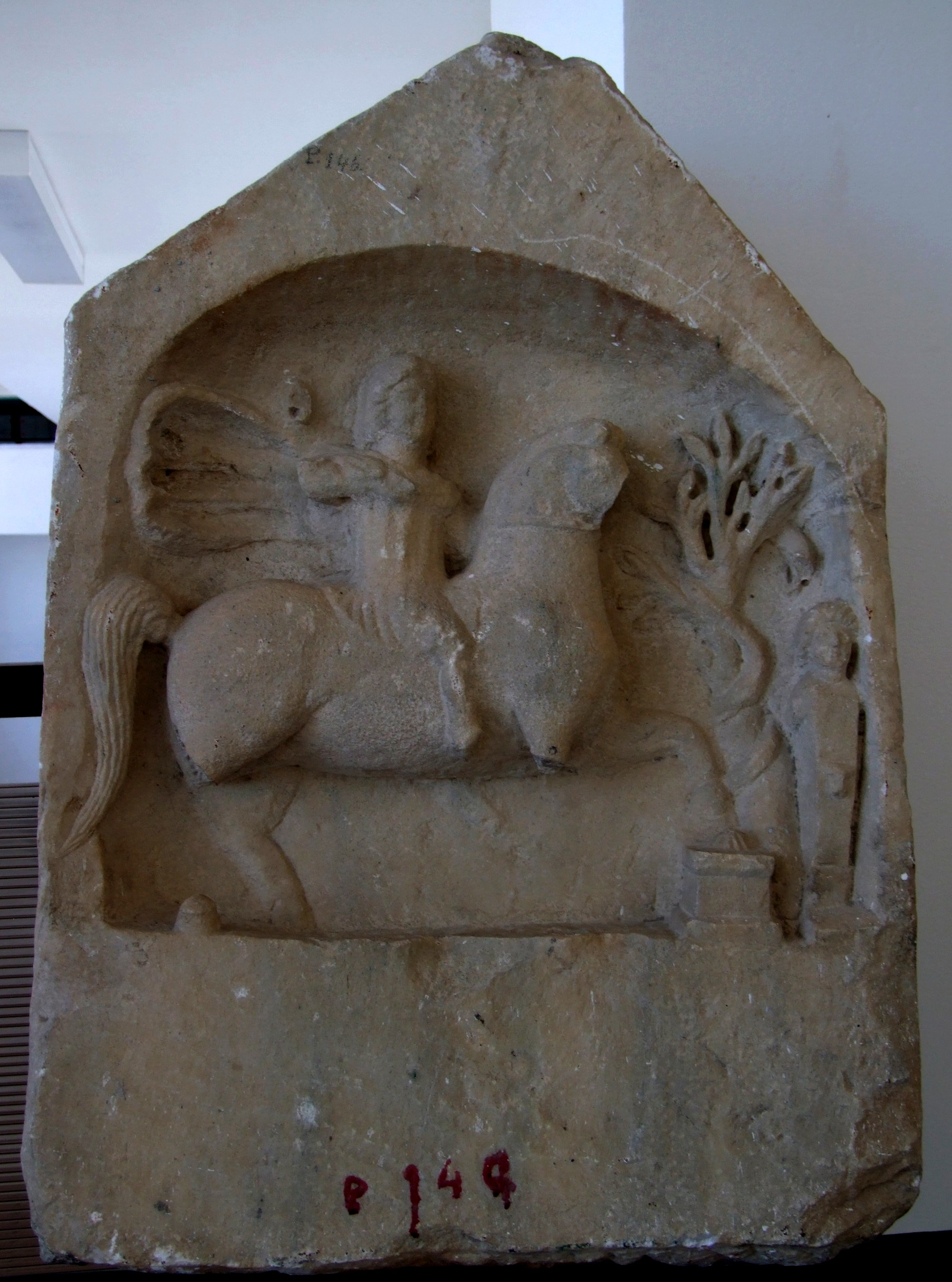
Thrakischer Reiter – im Museum in Istria bei Constanța

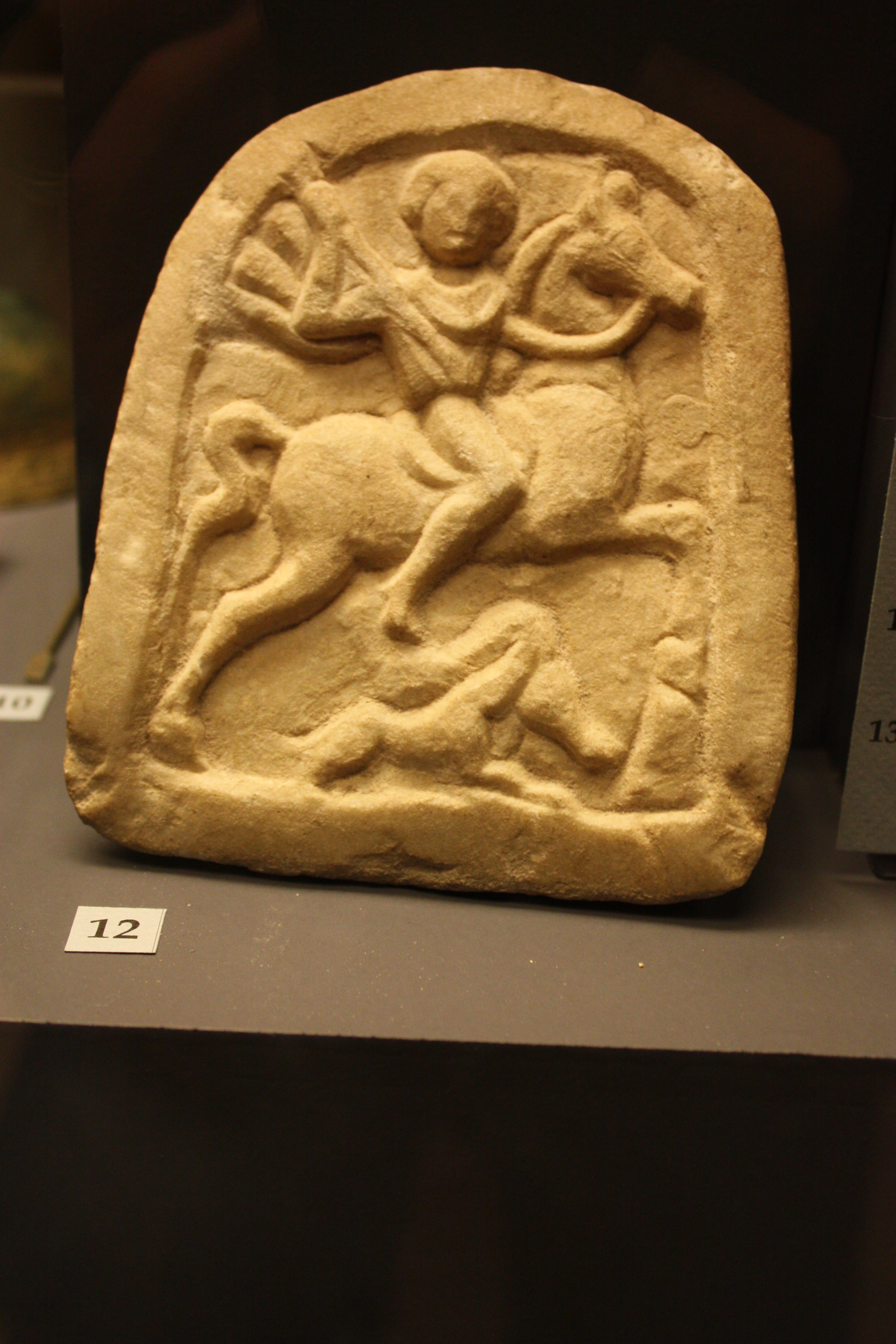
Thrakischer Reiter – im Nationalen Historischen Museum in Sofia

Der Thrakische Reiter ist sowohl eine thrakische Gottheit als auch ein thrakischer Held, der als Heros oder Thrakischer Reiterheros bezeichnet wird. Der bewaffnete Reiter verkörpert einen kriegerischen Gott und wird als stilisierte Figur eines Reiters dargestellt. Bisher wurden über 2500 Weihdenkmäler dieses Reiterkultes gefunden. Der Thrakische Reiter wurde in vielen thrakischen Heiligtümern der römischen Epoche (1.–3. Jahrhundert n. Chr.) verehrt.
Der Thrakische Reiter ist ein frühes Zeugnis des religiösen Lebens der Thraker. Es handelt sich um einen lokalen Kult, auch wenn er griechischen und römischen Einflüssen unterworfen war. Der lokale Ursprung des Kultes um den Thrakischen Reiter ergibt sich auch aus der ethnischen Herkunft der Widmer (Dedikanten) der Weihdenkmäler und den Beinamen des göttlichen Reiters.

## Darstellung
Der thrakische Reiter wird in Jagdszenen dargestellt oder einfach nur in der Bewegung. In komplexeren Szenen kann sich der Reiter auf einen Altar zu bewegen, bei dem ein Baum steht mit einer Schlange, die sich um seine Äste windet. Beim Altar ist manchmal noch eine Frau dargestellt, manchmal mehrere Frauen und/oder Opfertiere. Manchmal wird der Reiter auch von einem Hund begleitet oder einem Helfer. Speer und Beute sind oft die ikonografischen Heiligenattribute des Thrakischen Reiters. Die Abbildung des Thrakischen Reiterswurde auf verschiedenen Artefakten aus der vorrömischen Epoche gefunden. Das Bild des reitenden Zaren oder des göttlichen Reiters verziert Applikationen an Zaumzeug (beispielsweise Schatz von Letnischki, Schatz von Lukowit – 4. Jahrhundert v. Chr.), an Gefäßen oder an Ringen. Die meisten dieser Gegenstände sind aus Edelmetallen gefertigt und stehen in einem Zusammenhang mit der Herrschaft des Zaren oder den thrakischen Kulten (Mysterien).
Die Reiterbilder der Thraker aus der vorrömischen Zeit, die eine berittenen Gottheit der Thraker darstellten, hatten noch keine festgelegte Typik. Ikonografisch werden zwei Typen des Thrakischen Reiters unterschieden, erstens der ruhig sitzende Reiter, der in der rechten Hand meist eine Patera (Trinkschale) hält, zweitens der berittene Jäger.
Die Darstellung des Thrakischen Reiters entwickelte sich weiter und überlebte auch in der christlichen Kunst, in der die Heiligen Demetrios, Georg und der Menas als berittenen Krieger dargestellt werden. Heutzutage sind die Darstellungen des heiligen Georg und des heiligen Demetrios in der orthodoxen Welt besonders populär.
Auf einigen Funden von Votivtafeln des Thrakischen Reiters in der Dobrudscha findet sich auch eine Frauenfigur, die als die in Kleinasien beheimatete Göttin Kybele interpretiert wurde. Bei zwei in Tomoi (heute Constanța) gefundenen Weihreliefs sitzt rechts vom Reiter, zwischen zwei Löwen thronend, Kybele. Das Volk der Phryger in Kleinasien war mit den Thrakern eng verwandt, da es im 2. und 1. Jahrtausend v. Chr. Migrationsbewegungen aus dem thrakisch-makedonischen Raum nach Kleinasien gegeben hatte. So war auch die kleinasiatisch-phrygische Göttin Kybele den Thrakern im Balkangebiet bekannt. Die Kultgemeinschaft zwischen dem thrakischen Reitergott und der in Kleinasien beheimateten Göttin konnte durch einen Fund auf der Insel Thasos im Ägäischen Meer belegt werden. Auf der Insel, die von den Thrakern besiedelt war, wurde eine griechische Weihinschrift auf einer marmornen Türstütze aus der ersten Hälfte des 2. Jahrhunderts n. Chr. gefunden. Die Widmung richtet sich an den thrakischen Heros, an Kybele und an Dea Syria. Dea Syria war zur Zeit der Römer auch im thrakischen Binnenland bekannt.
Der thrakische Apollon-Kendrisos, eine synkretisch Mischung von Apollon mit dem lokalen thrakischen Gott Kendrisos, war der Hauptgott von Philippopolis (heute Plowdiw) und wurde auf steinernen Weihreliefs auch als Thrakischer Reiter dargestellt.

## Verbreitung
In Thrakien, das sich hauptsächlich auf den Ostteil der Balkanhalbinsel erstreckt, findet sich das Reiterbild mehrfach auf Gegenständen der Toreutik (Bildnerei in Metallen) und Glyptik (Steinschneidekunst). Aber auch in der Region des alten Makedonien (heute Griechenland, Ostserbien, Republik Makedonien, Bulgarien) wurde der Thrakische Reiter nachgewiesen. Interessant ist seine Verbreitung in den griechischen Städten an der Schwarzmeerküste wie Apollonia, Mesembria oder Odessos.
Nach Westen nimmt die Zahl der Funde schnell ab. Auch in den dakischen Gebieten (heute Rumänien) gibt es nur relativ spärliche Funde des Thrakischen Reiters. Sporadische Funde des thrakischen Reiters in anderen Gebieten sind wahrscheinlich auf die Stationierung von römischen Soldaten thrakischer Herkunft zurückzuführen.
Die ältesten Votiv- und Grabreliefs mit Darstellungen des thrakischen Reiters entstanden an der Westküste des Schwarzen Meeres und im nördlichen Ägäisbereich. Sie entstanden bis spätestens zur vorhellenistischen Zeit. Dagegen tauchten die ersten steinernen Weihreliefs des Thrakischen Reiters im Binnenland erst in der Mitte des 2. Jahrhunderts n. Chr. auf. Mit der zunehmenden Gräzisierung der Region kam es zur massenhaften Anfertigung von Weihreliefs, Weihealtaren und steinernen Votivstatuetten, nunmehr kamen diese Weihungen (Dedikation oder Widmung) auch aus den mittleren und unteren Schichten der Städte, und von Bauern und Soldaten. Das fand Mitte des 3. Jahrhunderts durch die Barbareneinfälle auf dem Balkan ein Ende.
In Karasura (östlich von Plowdiw) wurde eine Vielzahl von Reliefdarstellungen des thrakischen Reiters gefunden. Im Kastell Iatrus (an der Donau, östlich von Swischtow) gab es einen Fund eines Reliefs des Thrakischen Reiters, der durch die Inschriften als Träger eines bestimmten Wesenszuges des römischen Gottes Apollon ausgewiesen wurde.

## Ikonografie und Epigraphik
Die Ikonografie ist die Motivdeutung, die Epigraphik ist die Inschriftenkunde. Als wissenschaftliche Methoden der Kunstgeschichte helfen sie beim Verständnis.
Über die Mythologie des prähistorischen Balkans (Eisenzeit) ist allgemein wenig bekannt. An den thrakischen Kultplätzen wurden mit Sicherheit schon in der vorrömischen Zeit thrakische Gottheiten verehrt und dann später mit funktionsverwandten griechischen und teilweise römischen Göttern identifiziert (Interpretatio Graeca und Interpretatio Romana).
Während der Römerzeit war der Kult des Thrakischen Reiters dann fast über den ganzen antiken Balkan verbreitet – Provinzen Thracia (Thrakien), Moesia (Mösien) und Scythia Minor. Der Thrakische Reiter wird auch als „Thrakischer Heros“ bezeichnet. Das wurde in Odessos (heute Warna) durch den thrakischen Namen des Heros „Karabazamos“ belegt. Karabazamos ist ein Gott der Unterwelt, der gewöhnlich auf Beerdigungsstatuen als Reiter dargestellt wird, der ein Raubtier mit einem Speer erlegt.
Auf Votivreliefs stellt der Reiter den thrakischen Gott selbst dar, auf Grabstelen dagegen stellt der Reiter den heroisierten Verstorbenen dar, der der Gottheit angeglichen wurde.
Vorbilder des Thrakischen Reiters waren griechische Heroenreliefs. Auf Inschriften wird der Thrakische Reiter manchmal auch als Heros bezeichnet. Die Heroenverehrunung der Griechen hatte direkte Anknüpfungspunkte an den Thrakischen Reiter.
Dass dieser thrakische Heros wirklich ein Gott war, ist an einigen Funden durch Inschriften belegt, die den Zusatz „Gott“ (deos) und „Herr“ tragen. Oft steht neben dem Wort „Heros“ auch ein griechischer oder römischer Göttername.
Trotz der weiten Verbreitung des Thrakischen Reiters im thrakischen Raum und der relativ einheitlichen Darstellung handelt es sich jedoch nicht um einen thrakischen All-Gott im Sinne des Monotheismus. Der Thrakische Reiter oder Heros ist als einheimische Gottheit auf dem Boden des Ostbalkanraumes entstanden. Einflüsse aus dem Osten oder von orientalischen Kulturen wurden dabei nicht gefunden.
Zum religiösen Weltbild der Thraker gehörte auch die, auf einer Hirschkuh reitende, Diana (Artemis), oder der Weingott Dionysos und der auf einem Widder reitende Hermes.
In Anlehnung an den Thrakischen Reiter wurde der Donauländische Reiter (danubischer Reitergott) geschaffen, der überwiegend in Dakien gefunden wird. Sein wichtigstes Attribut ist ein Fisch. Thrakischer Reiter und Danubischer Reiter sind eine Ausprägung des Reiterkults in Südosteuropa.

## Reiter von Madara
Hauptartikel: Reiter von Madara
Eine der bekanntesten Darstellungen des Reiterkriegers in Bulgarien ist der Reiter von Madara, der in 23 m Höhe als Felsrelief an einer 100 m hohen Felswand prangt und fast in Lebensgröße dargestellt ist. Er wird von einem Hund begleitet und durchbohrt mit seiner Lanze einen Löwen. Neben dem Relief sind protobulgarische Inschriften in griechischer Sprache erhalten geblieben. Einige Forscher ordnen den Reiter von Madara der thrakischen darstellenden Kunsttradition zu. Andere sind davon überzeugt, dass er protobulgarischen Ursprungs ist, da auf dem Relief ein Steigbügel dargestellt ist und der Steigbügel in der Antike nicht bekannt war.